# Diphysa puberulenta
Diphysa puberulenta är en ärtväxtart som beskrevs av Per Axel Rydberg. Diphysa puberulenta ingår i släktet Diphysa och familjen ärtväxter. Inga underarter finns listade i Catalogue of Life.